# جوليا كازاس
جوليا كازاس (بالإسبانية: Julia Casas Codina)‏ هي دراجة إسبانية، ولدت في 1 أكتوبر 1980.

## وصلات خارجية
- جوليا كازاس على موقع الاتحاد الدولي للدراجات (الإنجليزية)
- جوليا كازاس على موقع إحصائيات الدراجات الإحترافية (الإنجليزية)
- جوليا كازاس على موقع نسبة الدراجات (الإنجليزية)